# النينجات الآلية
النينجات الآلية مسلسل أنمي ياباني من إنتاج إستديو بيرو تم عرض المسلسل لأول مره في 6 أكتوبر 1985 وأستمر حتى 13 يوليو 1986 .

## روابط خارجية
- النينجات الآلية على موقع IMDb (الإنجليزية)
- النينجات الآلية على موقع كينوبويسك (الروسية)
- النينجات الآلية على موقع قاعدة بيانات الفيلم (الإنجليزية)
- النينجات الآلية على موقع ANN anime (الإنجليزية)
- Ninja Senshi Tobikage في قاعدة بيانات الرسوم المتحركة الكبيرة
- Ninja Robots Page at Retrojunk.com
- Studio Pierrot's official website for Ninja Senshi Tobikage (باليابانية)
- Studio Pierrot's official English website for Ninja Robot Tobikage[وصلة مكسورة]
- Japanese Ninja Senshi Tobikage fan page - packed with information (باليابانية)